# Hanna Bennison
Hanna Ulrika Bennison, née le 16 octobre 2002 à Lomma en Suède, est une joueuse internationale suédoise de football évoluant au poste de milieu de terrain. Elle remporte la médaille d'argent avec l'équipe de Suède lors des Jeux olympiques de Tokyo en 2021.

## Palmarès

### En sélection
- Suède
  - Jeux olympiques :
    -  Médaille d'argent en 2020.